# Сесто Сан Джовани
Сѐсто Сан Джова̀ни (на италиански: Sesto San Giovanni, на местен диалект Sèst, Сест) е град и община в западната част на Северна Италия, провинция Милано, регион Ломбардия. Разположен е на 140 m надморска височина. Населението на града е 81 750 души (към 31 юли 2011 г.).